# Železniška postaja Repentabor
Železniška postaja Repentabor je nekdanja železniška postaja na prvotni trasi Bohinjske proge med Krepljami in Opčinami. Postaja se nahaja v Dolu pri Vogljah na slovenski strani državne meje, že od izgradnje leta 1906 pa nosi ime po bližnji romarski cerkvi Repentabor, ki danes leži na italijanskem ozemlju.

## Zgodovina
Prvotno je postaja imela dva tira. Med prvo svetovno vojno je bil zgrajen še tretji tir, ki je nato bil glavni prevozni tir vse do 80. let. Ob sklenitvi mirovne pogodbe z Italijo po koncu druge svetovne vojne je meddržavna meja stekla zahodno od kraja. Takrat je bil opuščen potniški promet, kljub izgradnji odseka med Krepljami in Sežano (leta 1948) pa se je na odseku med Krepljami in Opčinami ohranil živahen tovorni promet iz Italije proti Novi Gorici in Jesenicam. Na repentaborski postaji se je vršila carinska kontrola, ki so jo opravljali cariniki z bližnjega mejnega prehoda Repentabor.
Leta 1982 so tiru 2 odstranili kretnico proti Opčinam in je tako postal slepi tir. Leta 1985 so odstranili tretji tir in tir 2 usposobili za glavni prevozni tir. Danes je slepi tir tudi tir 1 z odstranjeno kretnico proti Krepljam.
Po razpadu Jugoslavije je popolnoma zamrl tudi tovorni promet po tem odseku. Takrat so postajo opustili in danes služi kot stanovanjska zgradba.